# Publio Clodio Trasea Peto
Publio Clodio Tràsea Peto (in latino Publius Clodius Thrasea Paetus; Patavium, I secolo – Roma, 66) è stato un oratore, filosofo e scrittore romano di dignità senatoria.

## Biografia

### Origini e giovinezza
Publio Clodio Trasea Peto nacque da una famiglia illustre e agiata proveniente da Padova; non è nota né la data né il luogo di nascita, se sia Roma o Padova, con cui mantenne stretti legami come dimostra la partecipazione ai festeggiamenti in onore del fondatore, Antenore.
Nulla è noto della sua giovinezza e degli inizi della carriera politica tranne che nel 42 contrasse matrimonio con Cecinia Arria, figlia di Cecina Peto, console suffetto nel 37. 
Nel medesimo anno il suocero fu implicato nella rivolta di Lucio Arrunzio Camillo Scriboniano che mirava ad eliminare Claudio e a restaurare la repubblica e pertanto fu costretto al suicidio; lo seguì, sebbene Trasea avesse cercato di impedirlo, anche la moglie, Arria maggiore.
Probabilmente, dopo la morte del suocero, Cecina Peto, Trasea aggiunse il suo nome al proprio, prassi inconsueta per un genero che può essere letta come un segno di opposizione al principato.

### Cursus Honorum
Non abbiamo informazioni sulla cronologia della progressione di Trasea tra i ranghi più bassi del cursus honorum ed è possibile, ma non è affatto certo, che la sua carriera politica fosse ad un punto morto.
A seguito della morte di Claudio e l'ascesa di Nerone, l'influenza del precettore del nuovo principe, il filosofo stoico Seneca, gli permise di divenire console suffetto nel bimestre novembre-dicembre dell'anno 56 acquistando nel frattempo l'importante amicizia del genero Elvidio Prisco
Dopo il consolato ottenne il prestigioso incarico di quindecimvir sacris faciundis.
Tale ascesa fu, forse, aiutata dall'attività svolta presso le corti di giustizia né è da escludere una sua nomina come governatore provinciale in accordo alla testimonianza di Persio, amico e parente di Trasea, il quale scrisse di aver viaggiato con lui.

### Opposizione a Nerone
Nel 57 sostenne in senato la causa di concussione avanzata dai Cilici contro il loro ex-governatore, Cossuziano Capitone, vicino al principe, che fu condannato probabilmente proprio per l'influenza e la capacità oratoria mostrata da Trasea.
L'anno seguente si oppose ad una mozione con cui i siracusani chiedevano di superare il numero legale di gladiatori per i loro giochi censurando di fatto l'irrilevanza cui era giunto il Senato.
Quando, poi, Nerone inviò al senato una lettera in cui giustificava l'appena compiuto omicidio della madre, Giulia Agrippina, Trasea fu il solo ad uscire dall'aula affermando di non poter dire ciò che voleva e che non avrebbe detto quel che poteva mentre molti dei suoi colleghi si congratulavano bassamente con Nerone.
Nel 62, il pretore Antistio Sosiano, che aveva scritto poesie diffamatorie su Nerone, fu accusato da Cossuziano Capitone, recentemente riabilitato in Senato su impulso del suocero di questi, Tigellino, di maiestatis. 
Trasea dissentì dalla proposta di imporre la pena di morte sostenne la più lieve sanzione dell'esilio, conforme per il reato. 
La proposta fu approvata con larga maggioranza nonostante il parere contrario di Nerone consultato prima della votazione ed il principe fu costretto ad aderirvi per far mostra di clemenza.
Nello stesso anno, al processo contro il proconsole di Creta Claudio Timarco, accusato dai provinciali di continui abusi, avendoli costretti a compiere frequenti voti di ringraziamento, Trasea censurò il comportamento del proconsole; fece approvare a maggioranza un senatoconsulto che però dovette aspettare il placet del principe.
Nel 63 fu dispensato dal principe dal portargli i ringraziamenti, insieme alla delegazione del senato, per la nascita di una figlia. Tale gesto fu, probabilmente, il preludio della fine anche perché Tigellino, tra i più influenti cortigiani di Nerone era ostile a Trasea essendo il suocero di Cossuziano Capitone, fatto condannare da Trasea stesso.
Tuttavia, è noto che Nerone disse a Seneca di essersi riconciliato con il senatore e che Seneca si fosse congratulato perché aveva recuperato un'amicizia piuttosto che averlo costretto a chiedere clemenza.

### Ritiro a vita privata
Dopo tale vicenda, però, Trasea si ritirò dalla vita politica. Non sappiamo esattamente quando fu presa la decisione ma Tacito fa dire a Capitone, in occasione del processo, tenutosi nel 66, che Trasea aveva da oltre tre anni disertato tutte le sedute del senato ma, occorre ricordare che la fonte è polemica e quindi poco affidabile.
Non è noto neppure quale sia stato il catalizzatore di una tale decisione che contrastava apertamente con la sua vita precedente; forse era la sua ultima forma di protesta al principe.
In questo lasso di tempo, Trasea continuò a curare gli interessi dei suoi clienti e probabilmente compose anche la sua Vita di Catone, in cui egli lodò il sostenitore della libertà senatoriale contro Cesare con il quale condivideva la filosofia stoica.
Tale opera, oggi perduta, fu una fonte importante per la biografia di Plutarco su Catone.

### Il processo
Nell'anno 66 Nerone, dopo aver violentemente represso la Congiura dei Pisoni, decise di sbarazzarsi di chiunque sospettava ostile e tra questi anche Trasea Peto e Barea Sorano che da tempo detestava.
Spinto da Cossuziano Capitone, decise di agire durante la visita del re Tiridate I di Armenia a Roma, come scrisse sarcasticamente Tacito "quasi fosse atto da re", affinché passassero inosservate le vicende di due così illustri cittadini L'accusa contro Trasea Peto fu assunta da Cossuziano Capitone e Marcello Eprio , mentre Ostorio Sabino si occupava di Barea Sorano.
Dapprima Nerone escluse Trasea dal ricevimento in onore di Tiridate ma questi, anziché farsi prendere dal timore, chiese che gli fossero notificati i capi d'accusa e che gli fosse dato tempo di difendersi.
Nerone accolse la risposta di Trasea con agitata premura e come mai prima d'ora cominciò a temere la presenza, l'ardimento e lo spirito di libertà della sua vittima e pertanto comandò di convocare il senato.
L'imputato, dopo aver consultato gli amici, decise di non partecipare al processo per evitare che Nerone si incrudelisse anche con la moglie, Arria, e la figlia e per non prestare orecchio alle ingiurie degli accusatori.
In tale occasione, inoltre, impedì al giovane tribuno Aruleno Rustico di porre il veto al decreto del senato affermando che una siffatta azione avrebbe messo in pericolo la vita del tribuno senza salvare la sua.
Il giorno del processo, il tempio di Venere Genitrice, luogo di raduno del Senato, fu circondato da due coorti della Guardia Pretoriana. Iniziata la seduta, il questore lesse una lettera del principe che, senza far nomi, accusava alcuni senatori di trascurare da tempo i loro doveri e di essere, pertanto, cattivo esempio anche per i cavalieri.
Gli accusatori accolsero tali affermazioni come un dardo pronto per essere scagliato e subito Cossuziano si scagliò contro Trasea per essere seguito poi da Marcello Eprio il quale, con maggiore energia, gridò che si trattava della salvezza dello stato e che la longanimità del principe sarebbe venuta meno di fronte all'arroganza dei sottoposti e che fino ad ora troppo indulgenti erano stati i senatori nei confronti di Trasea, di Barea Sorano, definiti "faziosi ribelli".
Non si ricordano discorsi della difesa ed in ogni caso i Senatori, nel più profondo terrore per i reparti armati, non avevano altra alternativa che votare la condanna a morte nella forma del
 liberum mortis arbitrium  ovvero l'ordine di suicidarsi.
Trasea fu ovviamente condannato a morte, il genero Elvidio Prisco fu esiliato insieme agli amici Paconio Agrippino e Curzio Montano; gli altri imputati, Barea Sorano e la figlia di lui, processati separatamente, seguirono lo stesso destino di Trasea.

### La fine
Al crepuscolo, Trasea intento ad intrattenere numerosi ospiti e ad ascoltare con molta attenzione il filosofo cinico Demetrio con il quale discuteva della natura dell'anima e della separazione dello spirito dal corpo, ricevette da uno dei suoi intimi, Domizio Ceciliano, la notizia della condanna.
A tal punto, esortò i più a non disperarsi e a ritirarsi in gran fretta per evitare di compromettere le loro sorti con la sua, poi persuase la moglie Cecinia Arria che, memore della madre, si preparava a seguire nella morte il marito, a restare in vita e a non privare la figlia, Fannia, dell'unico sostegno.
Poco dopo, mentre Trasea si avviava al portico con un'espressione lieta, avendo saputo che il genero, Elvidio Prisco, era stato solo esiliato, giunse il questore a comunicargli ufficialmente la condanna.
Si ritirò, quindi, accompagnato da Demetrio e dal genero, nelle proprie camere, porse ad uno schiavo le vene di entrambe le braccia e, come il sangue scorse, lo sparse a terra libando a Giove Liberatore sempre alla presenza del questore. Infine, dopo molte sofferenze, morì.

## Riconoscimenti
- In Prato della Valle, Padova, è presente una statua che lo raffigura, opera dello scultore padovano Francesco Andreosi ed eretta nel 1776 a cura della associazione padovana Excisa Civitas. Trasea è rappresentato in abito consolare; ai suoi piedi un piedistallo, simbolo della costanza con cui sostenne la sua impari lotta contro Nerone[27].

## Riferimenti nella cultura
- È menzionato nel romanzo Quo Vadis di Henryk Sienkiewicz.
- È menzionato nel romanzo Memorie di Adriano di Marguerite Yourcenar.